# 어머니섬
어머니섬은 조선민주주의인민공화국 평양직할시 보통강구역에 있고 보통강에 형성된 하중도다. 보통강운하의 섬들 중 가장 크기가 크다고 해서 어머니섬이라고 불리고 있다. 섬에는 2개의 축구 경기장 및 야구장이 위치한다.

## 같이 보기
- 보통강
- 보통강운하